# Bình Chiểu
Bình Chiểu là một phường thuộc thành phố Thủ Đức, Thành phố Hồ Chí Minh, Việt Nam.

## Địa lý
Phường Bình Chiểu nằm ở phía tây bắc thành phố Thủ Đức, có vị trí địa lý:
- Phía đông giáp phường An Bình và Dĩ An, thành phố Dĩ An, tỉnh Bình Dương
- Phía tây giáp phường Vĩnh Phú, thành phố Thuận An, tỉnh Bình Dương
- Phía nam giáp các phường Tam Bình và Hiệp Bình Phước
- Phía bắc phường Bình Hòa, thành phố Thuận An, tỉnh Bình Dương.

Phường có diện tích 5,42 km², dân số năm 2024 là 80.733 người, mật độ dân số đạt 14.895 người/km².

## Hành chính
Phường Bình Chiểu được chia thành 38 khu phố, đánh số lần lượt từ 1 đến 38.

## Lịch sử
Dưới thời nhà Nguyễn, Bình Chiểu là một làng thuộc tổng An Thổ, huyện Ngãi An, phủ Phước Long, tỉnh Biên Hòa.
Đến thời Pháp thuộc, làng Bình Chiểu hợp nhất với các làng Bình Đức và Bình Phú thành làng Tam Bình Xã thuộc quận Thủ Đức, tỉnh Gia Định.
Sau năm 1956, các làng gọi là xã, Tam Bình Xã là một xã thuộc quận Thủ Đức.
Sau năm 1975, xã Tam Bình Xã được đổi tên thành xã Tam Bình thuộc huyện Thủ Đức, thành phố Sài Gòn - Gia Định (tên gọi khi đó của Thành phố Hồ Chí Minh ngày nay). Bình Chiểu lúc này là một ấp thuộc xã Tam Bình.
Ngày 14 tháng 2 năm 1987, Hội đồng Bộ trưởng ban hành Quyết định số 33-HĐBT. Theo đó, chia xã Tam Bình thành ba xã Tam Bình, Tam Phú và Linh Đông.
Ngày 6 tháng 1 năm 1997, Chính phủ ban hành Nghị định số 03-CP. Theo đó:
- Thành lập quận Thủ Đức trên cơ sở toàn bộ diện tích và dân số của thị trấn Thủ Đức và 7 xã: Hiệp Bình Chánh, Hiệp Bình Phước, Linh Đông, Linh Trung, Linh Xuân, Tam Bình, Tam Phú; một phần diện tích và dân số của các xã Hiệp Phú, Tân Phú và Phước Long thuộc huyện Thủ Đức cũ
- Thành lập phường Bình Chiểu thuộc quận Thủ Đức trên cơ sở 549 ha diện tích tự nhiên và 12.288 người của xã Tam Bình.

Ngày 9 tháng 12 năm 2020, Ủy ban thường vụ Quốc hội ban hành Nghị quyết 1111/NQ-UBTVQH14 về việc thành lập thành phố Thủ Đức trên cơ sở sáp nhập toàn bộ diện tích và dân số của Quận 2, Quận 9 và quận Thủ Đức, phường Bình Chiểu thuộc thành phố Thủ Đức như hiện nay.
Về mặt khu phố, trước năm 2024, phường Bình Chiểu được chia thành 6 khu phố: 1, 2, 3, 4, 5, 6.
Ngày 14 tháng 3 năm 2024, Hội đồng Nhân dân Thành phố Hồ Chí Minh ban hành Nghị quyết 11/NQ-HĐND, trong đó sắp xếp lại các đơn vị khu phố để thành lập 38 khu phố mới như ngày nay.